# Slovácké muzeum v Uherském Hradišti
Slovácké muzeum v Uherském Hradišti je regionální muzeum zaměřené na národopisný region Slovácko.
Hlavní budova muzea a některé další objekty se nacházejí v Uherském Hradišti, ostatní též v okolních obcích okresu. Muzeum bylo založeno v roce 1914. Není koncipováno jako typicky vlastivědné, od počátku se věnuje etnografii a archeologii, později se záběr rozšířil o výtvarné umění a historii.
Územní působnost se vzhledem k orientaci muzea na oblast celého Slovácka vztahuje na části Zlínského kraje i Jihomoravského kraje.

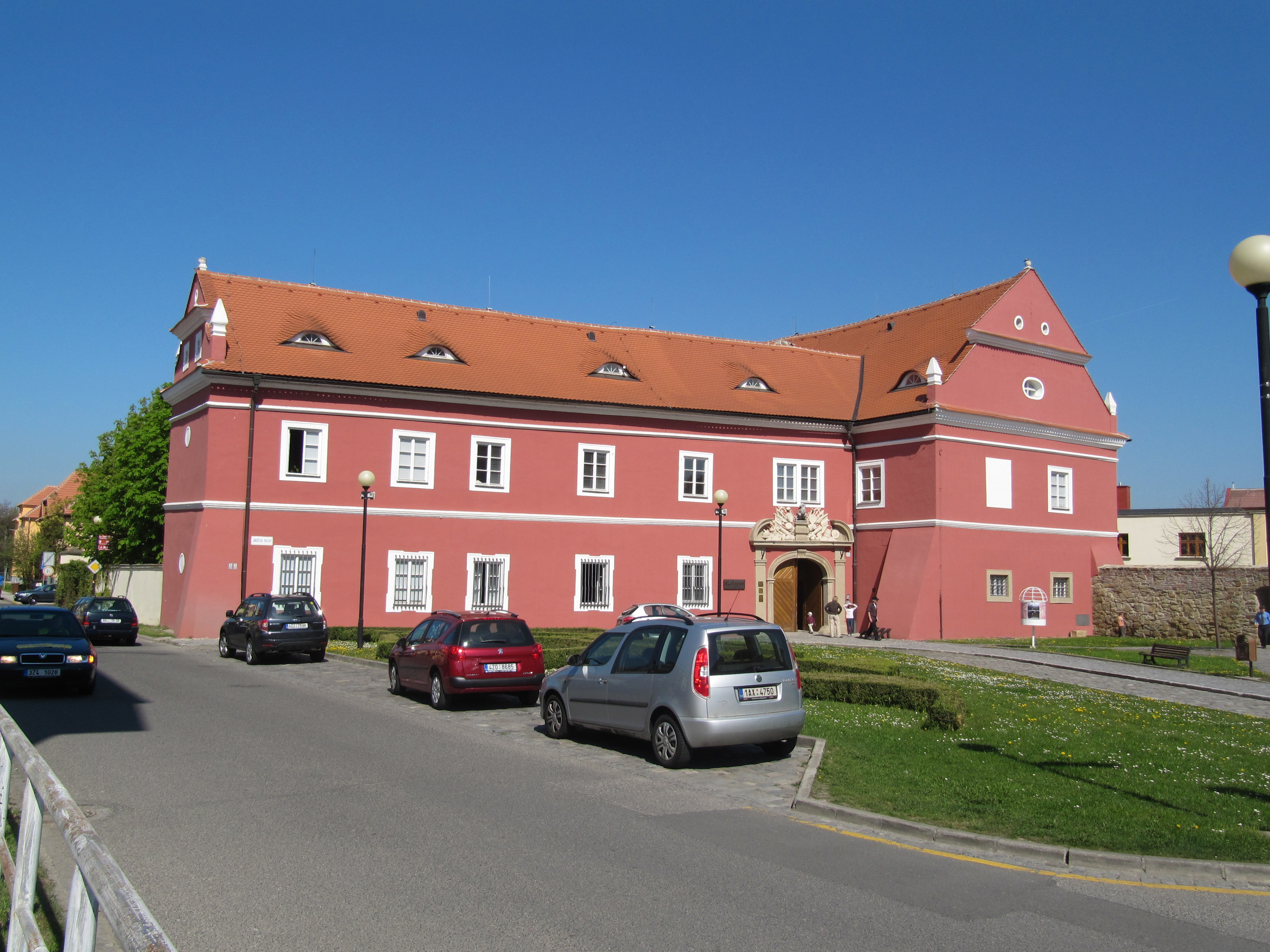
Galerie Slováckého muzea

## Objekty Slováckého muzea

### Hlavní budova Slováckého muzea (Uherské Hradiště, Smetanovy sady 179)
Hlavní budovu ve Smetanových sadech v Uherském Hradišti užívá administrativa muzea, útvar ekonomie, oddělení etnografie, historie a dokumentace. V budově se nachází nová moderní multimediální stálá národopisná expozice Slovácko. Pořádají se zde výstavy. Na tomto místě má muzeum též knihovnu.
Tuto budovu střeleckého spolku a pozdější restaurace, postavenou v letech 1801 až 1803 na místě dřevěné střelnice, zakoupilo v roce 1929 město pro potřeby muzea. K muzejním účelům je využívána od roku 1931. Moderní přístavbu ke starší budově provedenou v letech 1936–1937 v rámci přípravy na Výstavu Slovácka 1937, na níž se muzeum významně podílelo, navrhl mezinárodně respektovaný architekt Bohuslav Fuchs. V roce 1964 byla budova muzea prohlášena za architektonickou památku.
Následující léta patří v historii muzea k nejvýznamnějším, došlo k značnému obohacení sbírkového fondu, rozvoji odborné činnosti i výstavbě nového křídla budovy muzea. Finanční prostředky ke stavbě byly získány z výtěžků Výstavy Slovácka 1937, na jejíž přípravě se muzeum významně podílelo.

### Galerie Slováckého muzea (Uherské Hradiště, Otakarova 103)
V Galerii Slováckého muzea je umístěna umělecká sbírka. Je zde expozice Umění jihovýchodní Moravy, pořádají se tu umělecké výstavy, občas i výstavy jiného druhu. Ve výstavních programech jsou prezentována díla domácích i zahraničních autorů. Vedle výstav se v galerii pořádají různé kulturní programy, např. koncerty a divadelní představení.

Jedná se o budovu bývalé vojenské zbrojnice. Tento barokní objekt byl vystavěn v letech 1721 až 1723. Nalézá se v Otakarově ulici v Uherském Hradišti. Po zrušení pevnosti za císaře Josefa II. došlo ke změně účelu na c.k. poštu. Dalším využitím bylo skladiště. Stav neudržované budovy se stal havarijním. Ke konci 50. let 20. století bylo započato s rekonstrukcí. Celkové rekonstrukce byly dokončeny v roce 1992. Při povodních v roce 1997 byly podmáčeny pilíře a popraskaly klenby. Ke statickému zajištění kleneb byl využit nový systém zajišťování stavebních konstrukcí – Helifix. Záchraně památky se dostalo ocenění udělením titulu Stavba roku 1998. Objekt byl prohlášen za nemovitou kulturní památku.

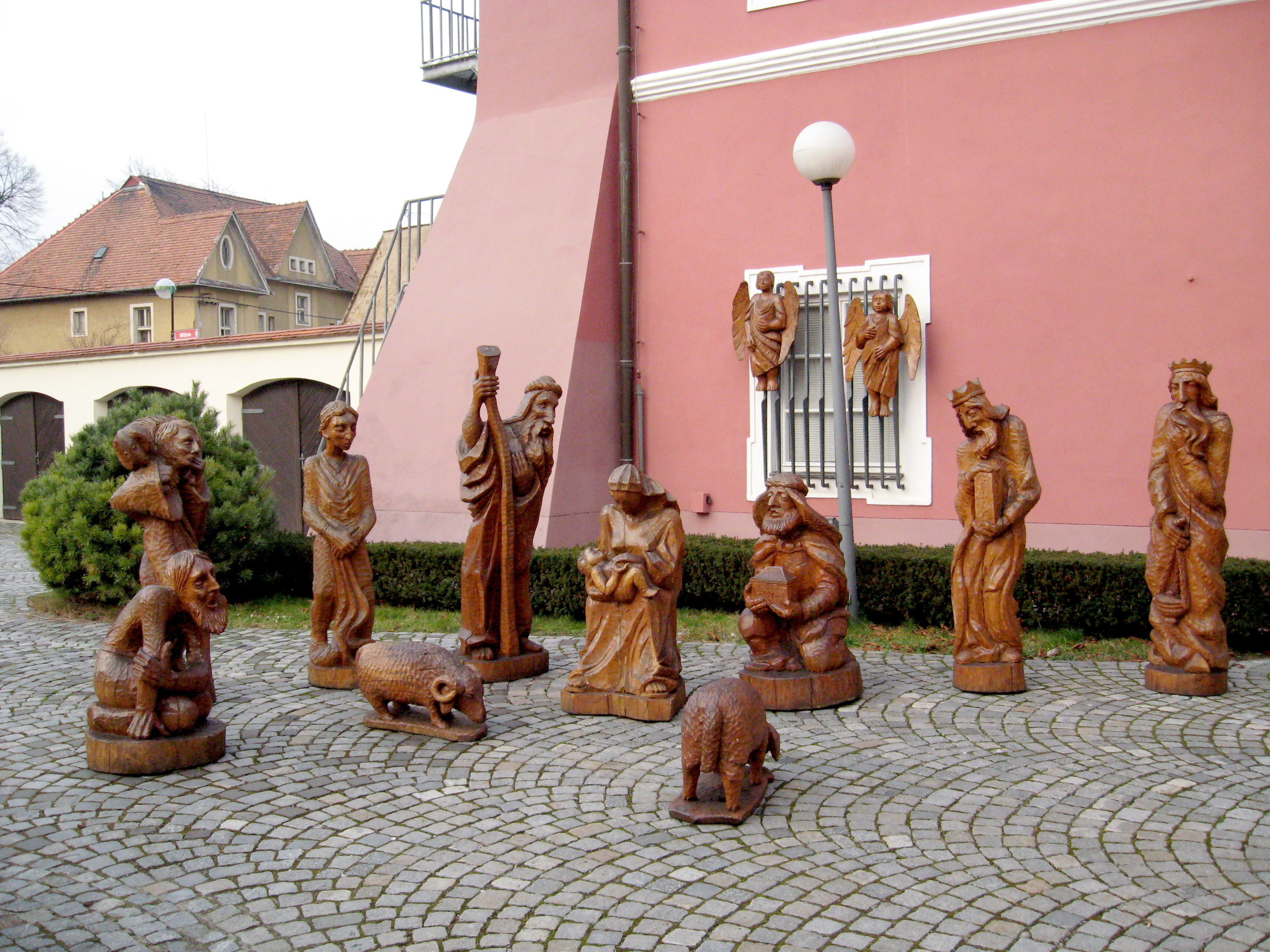
Výstava betlémů v Galerii Slováckého muzea, 2008

### Památník Velké Moravy – Cyrilometodějské centrum (Staré Město, Jezuitská 1885)
Památník byl vybudovaný na základech hřbitovního kostela z 9. století, odkrytých při výzkumu v roku 1949. Stavbu obklopovalo rozsáhlé pohřebiště. Některé hroby jsou zachovány in situ. Je zde umístěna stálá archeologická expozice Velká Morava vztahující se k velkomoravské aglomeraci a v přístavbě z roku 2022. V tzv. Cyrilometodějském centru (přístavba z roku 2022) se pak nachází dvě další expozice, a to Pravěk Uherskohradišťska a Příběh Konstantina a Metoděje.

### Muzeum lidových pálenic ve Vlčnově (čp. 65)
Muzeum bylo otevřeno v roce 2010 a tematicky se věnuje historii výroby lihových nápojů se zvláštním zřetelem na ilegální destilaci na moravsko-slovenském pomezí.

### Muzeum v přírodě Topolná (čp. 90 a 93)
Do muzea v přírodě jsou zahrnuty dvě zemědělské usedlosti v obci Topolná. Jedná se o selské usedlosti s patrovou komorou. Dům čp. 90 má hospodářskou část, již ukončuje výměnek a kovárna. Kovárna je zpřístupněna od roku 1998. Roku 1996 byl objekt doplněn o kopii stodoly, 1998 byla přidána roubená studna. Dům čp. 93 zahrnuje hospodářský trakt a výměnek. Nachází se zde expozice lidového bydlení a původní chlévy se zemědělským nářadím. V patře komory jsou vystaveny předměty vztahující se k praní a mandlování a expozice rybářství. 

### Venkovní archeologické lokality
Ve třech archeologických lokalitách se nacházejí rekonstruované základy velkomoravských chrámových staveb. Tyto lokality jsou národními kulturními památkami.
Jedná se o tyto objekty:
- Staré Město „Na Špitálkách“
- Uherské Hradiště – Sady „Výšina sv. Metoděje"
- Modrá – archeologické naleziště „Na Díle“

### Přednáškové centrum Slováckého muzea (Uherské Hradiště, Štefánikova 1285)
Nachází se v budově bývalých kasáren, opuštěných armádou v roce 2001, získaných městem v následujícím roce. Objekt byl v dalších letech zrekonstruován.
Kromě Přednáškového centra je zde fotolaboratoř a další prostory potřebné k provozu muzea.

## Expozice Slováckého muzea

### Národopisná expozice Slovácko
Národopisná expozice Slovácko je umístěna v hlavní budově muzea ve Smetanových sadech. 
Expozice prezentuje téma tradiční lidové kultury regionu – způsoby obživy, bydlení, rukodělnou tvorbou i lidový oděv. V druhé polovině expozice se vzájemně prolínají okruhy rodinného a výročního obyčejového cyklu – narození, svatba, smrt, masopustní obchůzky, velikonoční zvyky, letniční obyčeje, slavnosti dožínek, vinobraní, hody i období adventu.
Trojrozměrné předměty doplňují multimediální prvky v podobě animací i úvodní film Vítejte na Slovácku. Jednotlivé podoblasti pestrého regionu Slovácka přibližuje interaktivní mapa s fotografiemi a hudebním doprovodem. Elektronická databáze nabízí návštěvníkům na 1800 archivních fotografií, videozáznamy vybraných projevů lidové kultury a audiosnímky dokumentující charakteristické hudební styly i seskupení všech subregionů Slovácka. Nechybí možnost prověřit své znalosti o životě lidí na Slovácku v interaktivních testech.

### Expozice Umění jihovýchodní Moravy
Expozice umístěná v Galerii Slováckého muzea soustřeďuje díla významných osobností od konce 19. století do druhé třetiny 20. století. Dokumentuje charakteristické rysy výtvarné kultury oblasti. Zahrnuje generaci umělců inspirovanou moravským venkovem, uherskohradišťské rodáky a ty, kteří Slovácko navštěvovali či se na něj přistěhovali, nakonec pak i novou generace tvůrců z období od 30. let 20. století. 

### Expozice Věznice Uherské Hradiště
Expozice je situována do podkroví Reduty. Dva totalitní režimy – nacistický a komunistický – jsou ústředními tématy expozice věnované uherskohradišťské věznici. Expozice je tvořena fotografiemi a textovými panely v českém jazyce. 

### Expozice Uherské Hradiště - město královské
Expozice se nachází v Jezuitské koleji, v tzv. Slováckém centru kultury a tradic a seznamuje s nejvýznamnějšími událostmi a dějinnými okamžiky z více než 750leté historie města, součástí je i unikátní virtuální prohlídka vzhledu barokního města.                                                                     

## Centrum péče o tradiční lidovou kulturu Zlínského kraje
Na základě doporučení Koncepce účinnější péče o tradiční lidovou kulturu v ČR (usnesení vlády č. 571/2003) zřídily všechny krajské úřady v České republice regionální odborná pracoviště pro péči o tradiční lidovou kulturu. Úkolem těchto pracovišť vzniklých při krajských muzeích, je podílet se s podporou Národního ústavu lidové kultury a Ministerstva kultury trvale na naplňování úkolů v oblasti péče o tradiční lidovou kulturu.
Pro Zlínský kraj se stalo tímto pověřeným pracovištěm Slovácké muzeum v Uherském Hradišti a od roku 2004 zde v tomto kontextu pracuje Centrum péče o tradiční lidovou kulturu Zlínského kraje, které provádí výzkumy a dokumentaci tradiční lidové kultury v regionu a spolupracuje přitom s partnerskými institucemi – s Muzeem jihovýchodní Moravy ve Zlíně, Muzeem regionu Valašsko ve Vsetíně a s Muzeem Kroměřížska v Kroměříži i Národním muzeem v přírodě v Rožnově pod Radhoštěm.
Centrum péče o tradiční lidovou kulturu Zlínského kraje je pověřeno také výzkumy, vytvářením návrhů na udělení ocenění a administrací agendy titulu Mistr tradiční rukodělné výroby Zlínského kraje i Seznamu nemateriálních statků tradiční lidové kultury Zlínského kraje. Zpracovává také nominace k udělení Ceny Vladimíra Boučka za zachová ní a rozvoj lidové umělecké výroby v regionu a titulu Nositel tradice lidových řemesel a předkládá návrhy na národní Seznam nemateriálních statků tradiční lidové kultury ČR.

## Společenskovědní sborník Slovácko
Slovácké muzeum vydává od roku 1959 odborné periodikum Slovácko: společenskovědní sborník pro moravsko-slovenské pomezí, vycházející jedenkrát ročně pod ISSN 0583-5569, jednotlivé svazky mají ISBN. Tematicky odpovídá odbornému zaměření muzea, publikuje studie, články, zprávy, recenze.